# 清水彩那
清水 彩那（しみず さな、1998年8月2日 - ）は、静岡県湖西市出身の女子競輪選手。日本競輪選手会静岡支部所属、ホームバンクは静岡競輪場。日本競輪学校（当時。以下、競輪学校）第116期生。師匠は新田康仁（74期）。

## 経歴
中学、高校時代は陸上競技に打ち込んでいた。知人にガールズケイリンのことを聞き、自分の体で勝負できる職業に興味を持ち競輪選手を目指したという。
2018年1月12日、競輪学校第116回技能試験に合格。在校競走成績は12位（5勝）。
2019年7月6日、伊東温泉競輪場でデビューし3着。初勝利は同年8月11日の岐阜競輪場で挙げた。